# دیوژن کلبی
دیوژن یا دیوجانس کَلْبی (به یونانی: Διογένης ὁ Σινωπεύς؛ حدود ۴۱۲–۳۲۳ پیش از میلاد) در سینوپ در اجتماع ایونیان در آسیای صغیر زاده شد که امروزه آن را ترکیه می‌خوانند. او یکی از پایه‌گذاران فلسفه مکتب کلبیون به‌شمار می‌رود. او در جوانی به آتن رفت و به تحصیل فلسفه پرداخت. وی از مبلغین ساده‌زیستی بود، چنان‌که گفته می‌شود سرمایه‌اش یک عصا، یک بالاپوش و یک کاسه (کوزه) بوده‌است. حکایات زیادی نشان‌دهندهٔ ستایش وی از زندگی به شیوه سگ (به عربی: كلب) می‌باشد. او در سال ۳۲۳ پیش از میلاد در شهر کورینتوس وفات یافت.
پدر دیوژن در سینوپ سکه ضرب می‌کرد. دیوژن به دلیل ضرب سکه تقلبی به همراه پدرش و اتهام کاهش ارزش پول از سینوپ تبعید شد. پس از تبعید، او به آتن مهاجرت کرد و از بسیاری از هنجارهای شهر انتقاد کرد. او هراکلس را کهن الگوی خود قرار داد و اعلام کرد تقوا و ساده زیستی را می‌بایست در عمل نشان داد. او با سبک زندگی سادهٔ خود تمام قوانین اجتماع را به سخره می‌گرفت. هنگامی که به او می‌گفتند اهل کجا هستی، می‌گفت: 
من شهروند جهان هستم. 
حکایت مشهوری از او هست که شبی در آتن چراغ به دست گرفت و می‌گفت «به دنبال انسان می‌گردم.» مولوی قرن‌ها بعد چنین داستانی را به شکل نظم درآورد و از این فیلسوف یونانی یاد کرد.
دی شیخ با چراغ همی گشت گرد شهر

کز دیو و دد ملولم و انسانم آرزوست

او با عقاید افلاطون دربارهٔ انسان مخالف بود و چندان با نظریات ارسطو نیز سر سازگاری نداشت. 

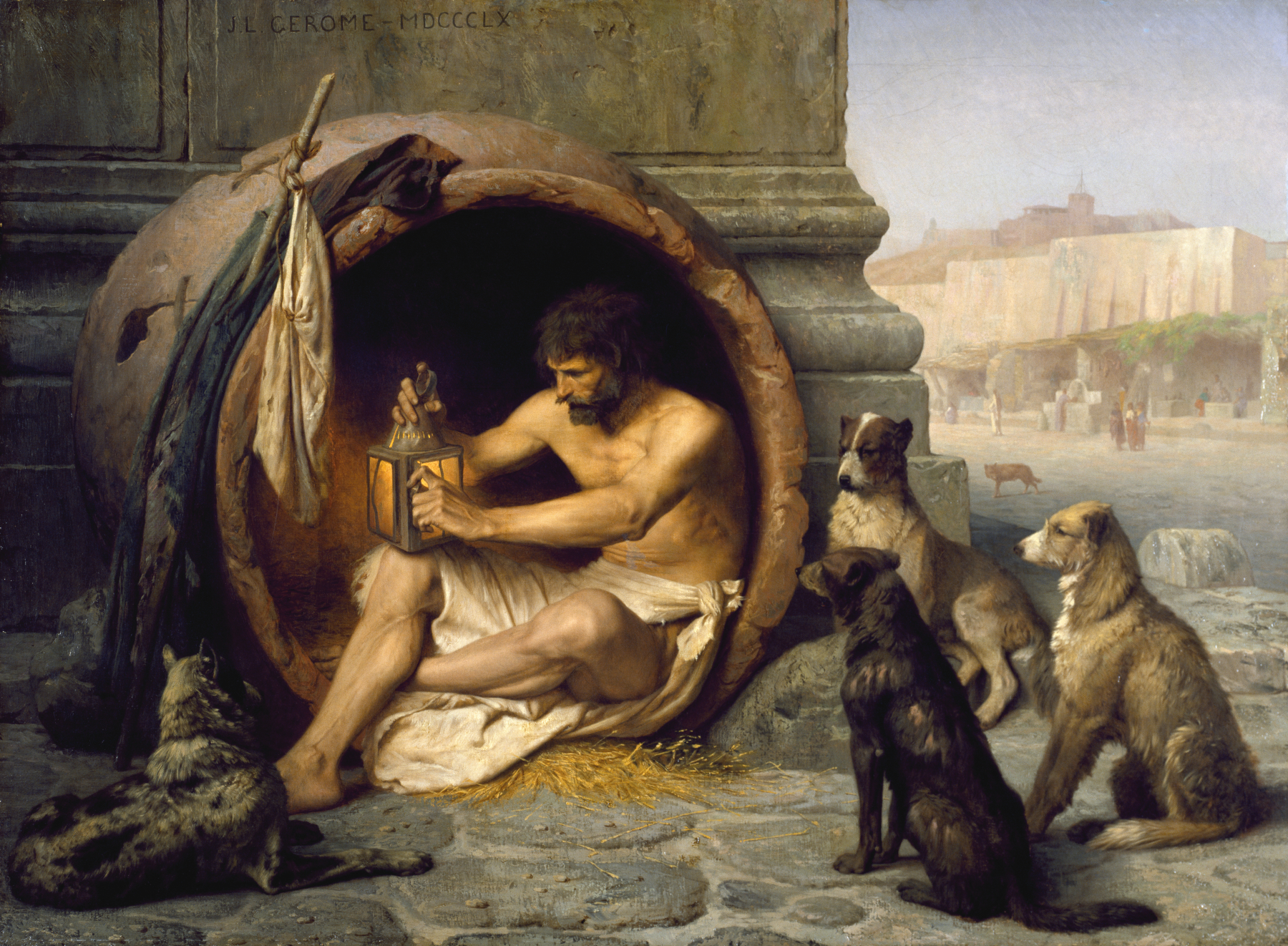
«دیوژن نشسته در وان» اثر ژان-لئون ژروم سال ۱۸۶۰ میلادی

این فیلسوف یونانی که پابرهنه و ملبس به ردایی - که از زندگی دنیایی تنها دارایی‌اش بود - زندگی ساده‌ای را می‌جست و چنان بی‌قید و نسبت به تعلقات دنیوی بی‌تفاوت بود که آزادانه در بشکه‌ای می‌زیست. او، که مادیات برایش بی‌ارزش بود، تنها برای معاش خود در قبال پند و اندرز حکمت‌آمیزی که به مردم می‌داد به قرص نانی بسنده می‌کرد. از این رو او را فیلسوف گدا نیز می‌گویند. دیوژن دارای طنزی گزنده و بی‌اعتنا به مقام‌های دنیوی و افتخارات زمانه بود چنانچه زمانی که اسکندر مقدونی که به دیدار دیوژن رفته بود؛ از او پرسید که آیا نیاز به چیزی داری؟ دیوژن در پاسخ گفت: «بلی، خواهش می‌کنم از جلوی آفتاب من کنار برو.» اسکندر به همراهانش، که از خشم می‌خواستند دیوژن را آزار برسانند، گفت: «اگر اسکندر نبودم دوست داشتم دیوژن باشم.»

## زندگی دیوژن
دربارهٔ اوایل زندگی دیوژن اطلاعات زیادی در دسترس نیست. می‌دانیم پدر او در کار ضرب سکه و بانکدارای بوده‌است و همانگونه که اغلب پیش‌بینی می‌شود اون نیز به کار مذکور اشتغال داشته‌است. اما او و پدرش متهم به ضرب سکه تقلبی می‌شوند. دیوژن از سینوپ تبعید می‌شود و تمام موقعیت‌های مادی و اجتماعی خود را از دست می‌دهد. در یافته‌های باستان‌شناسی در سینوپ سکه‌هایی به نام پدر دیوژن(Hicesias) یافت شده‌است. سینوپ در آن زمان مدام میان یونانیان و ایرانیان در حال انتقال بوده (بدون سند، نویسنده در این مورد همانند جاعلان تاریخ شرق میانه هیچ نیازی به سند ندارد) و گمان می‌رود دلایل سیاسی پشت تبعید دیوژن وجود داشته‌است

### در آتن

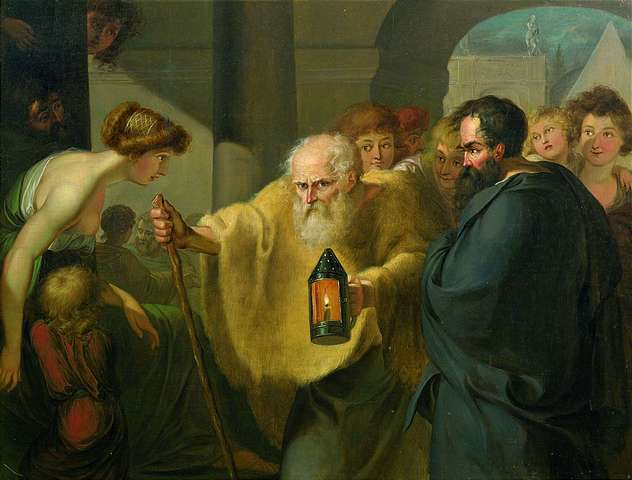
دیوژن: «به دنبال انسان می‌گردم.» از یوهان تیشبین

داستانی وجود دارد که دیوژن به نیایشگاه دلفی رفت و از الهه دلفی کمک خواست و الهه به او اعلام کرد که خود را از «مادیات برهاند.» سپس دیوژن هدف زندگی خود را مشخص کرد که به چالش کشیدن آداب و رسوم و ارزش‌های تثبیت شده یونان باستان بود. بحث دربارهٔ تفاوت میان ذات انسان و قوانین و احکام انسانی موضوع مورد علاقه فلسفه یونان باستان بود. دیوژن با برده‌ای به نام منس به آتن آمد. او هنگام جدایی از همسفر خود گفت «اگر منس می‌تواند بدون دیوژن زندگی کند پس دیوژن نیز می‌تواند بدون منس زندگی کند.» دیوژن در فلسفه‌اش وابستگی به شدت سرکوب می‌کند و آنرا را نالازم می‌داند. او از آنتیستنس خواست که مرشدش باشد اما فیلسوف مهجور یونانی خواسته او را رد کرد و حتی اشیایی به سمت او پرت کرد. دیوژن به او گفت «هیچ چیزی نمی‌تواند مرا از یادگیری بازدارد تا وقتی که تو به من چیزی یاد دهی.» همچنان مکان و زمان ملاقات این دو نامشخص است. دیوژن دوری از لذت‌های زمینی را زمینه‌ساز آزادی می‌دانست و نظری ریشخند آمیز نسبت به رفتار متظاهرانه، احمقانه، پوچ و مصنوعی انسان داشت. او آنچنان ساده زیست بود که هنگامی که دید پسری با دستانش از جوی آب می‌خورد کوزه‌اش را به کناری انداخت و خود را احمق خطاب می‌کرد.
هنگامی که افلاطون در کلاس درس خود انسان را دوپای بدون پر دانست، دیوژن مرغی پرکنده را به درون کلاس او انداخت و گفت «مراقب باشید! این انسان افلاطون است!» پس از این اتفاق آکادمی افلاطون تعریف ناخن‌های پهن را به تعریف انسان اضافه نمود.

### در کرینت
بر اساس حکایات جسته گریخته دیوژن توسط دزدان دریایی در حمله به شهر اژیون اسیر شد و در کرت به عنوان برده به یک مرد اشرافی فروخته شد. او دربارهٔ فروش خود گفت که هر که او را بخرد غلام نمی‌خرد بلکه رئیس می‌خرد! یکی از اشرافیان روحیه او را پسندید و او را به تربیت فرزندانش گماشت. مشخص نیست که آیا پس از تربیت دو پسر آن مرد آزاد گردید و بقیه عمر خود را در کرینت گذراند یا در خانهٔ مرد درگذشت. گمانه‌هایی بر اینکه حتی او در بشکه ای در آتن زیست و فوت کرد وجود دارد. اما اکثر مورخان تأیید می‌کنند او در بشکه‌ای در کرینت مابقی عمر خود را گذراند.

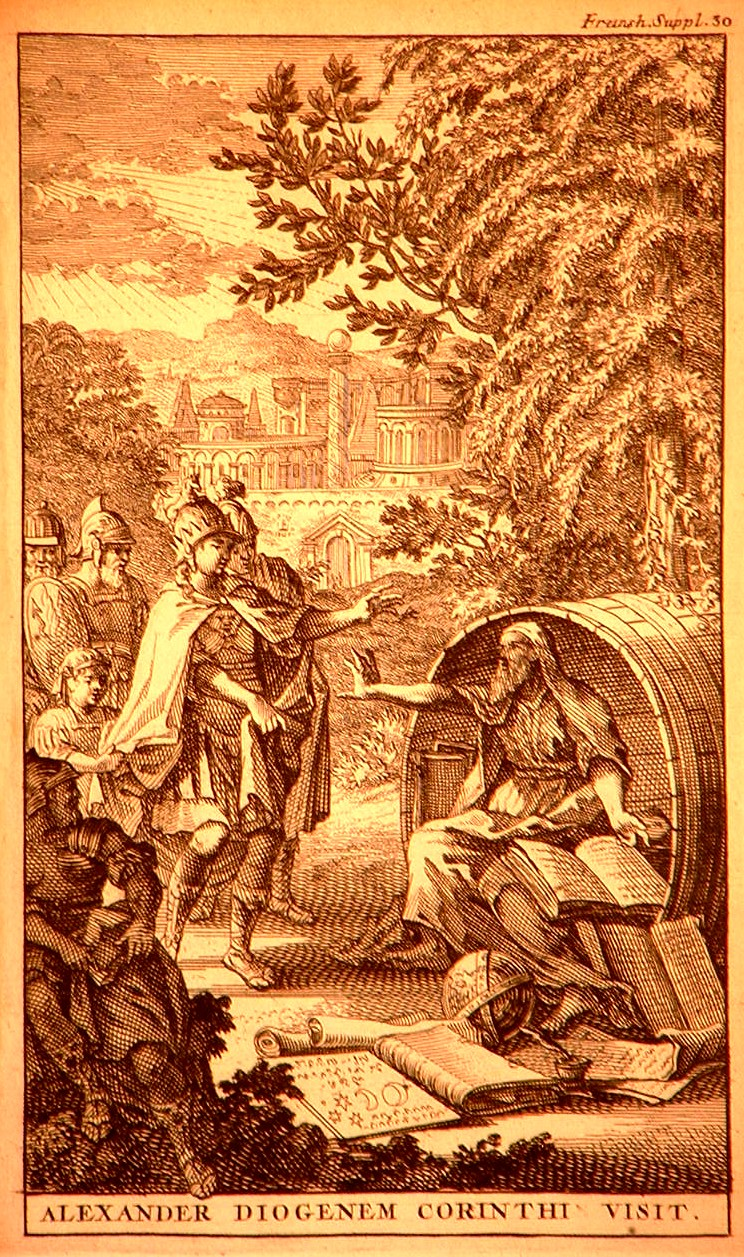
اسکندر مقدونی دیوژن را ملاقات می‌کند و فیلسوف یونانی به او می‌گوید «مانع تابش آفتاب بر من نشو، سایه‌ات را از سرم کم کن.»

یکی از حکایاتی که از او در کرینت نقل می‌شود این است که نقل شد به زودی فیلیپ مقدونی (پدر اسکندر مقدونی) وارد شهر خواهد شد. همه اعضای شهر به کاری مشغول شدند. عده‌ای مشغول وصله پینه شدند. دیگری با سنگ اشیایی آماده می‌کرد و افرادی از لحاظ بدنی خود را آماده می‌کردند. همه سعی می‌کردند خود را مفید نشان دهند به جز دیوژن که معمولاً هیچ کاری نمی‌کرد. ناگهان دیوژن شروع کرد تشت آب خود را جابجا کردن هنگامی که دلیل کار او را پرسیدند گفت «من نمی‌خواستم تنها بیکار شهر باشم.»

### دیوژن و اسکندر مقدونی
در کرینت بود که دو تن از مشهورترین افراد تاریخ یکدیگر را ملاقات کردند. حکایاتی که از ملاقات این دو در دسترس است تفاوت‌های کوچکی دارد اما اصل حکایت تغییر نکرده‌است: هنگامی که دیوژن در صبحگاه حمام آفتاب می‌گرفت، اسکندر مقدونی مشتاق به ملاقات او بود. اسکندر به او گفت آیا لطفی هست که برای تو انجام دهم؟ دیوژن پاسخ داد: «بله، مانع تابش آفتاب بر من نشو.» اسکندر اعلام کرد: «اگر اسکندر نبودم، مایل بودم دیوژن باشم!» و دیوژن بلافاصله پاسخ داد «اگر دیوژن نبودم همچنان دوست داشتم دیوژن باشم!» یکی دیگر از حکایاتی که دربارهٔ ملاقات این دو فرد نقل می‌شود این است که دیوژن میان انبوهی جسد انسان به دقت دنبال چیزی می‌گشت. اسکندر از او دلیل کارش را جویا شد و او پاسخ داد «من به دنبال استخوان‌های پدرت بودم اما نمی‌توانم میان استخوان‌های او و یک برده تفاوتی بیابم.»

### مرگ
گمانه زنی‌های بسیاری دربارهٔ مرگ دیوژن و علل این اتفاق وجود دارد. عده‌ای نقل کرده‌اند که او با خوردن یک هشت پای خام مریض شد و درگذشت. گمانه دیگر آلوده شدن توسط گاز گرفتن سگی است. هنگامی که از او پرسیدند چگونه دفن شوی به دیوارهای شهر اشاره کرد و گفت او را به بیرون شهر بیندازند تا طعمه حیوانات شود. از او پرسیدند آیا این موضوع ناراحتت نمی‌کند گفت «خیر! حتی باید یک تکه چوب به من دهید تا آخرین لحظات زندگی خود حیوانات را از خود دور کنم!» از او پرسیدند چگونه می‌خواهد از چوب استفاده کند زمانی که از کمترین میزان هوشیاری برخوردار است؟ پاسخ داد «اگر هوشیار نیستم، چرا باید به اتفاقی که زمان مرگم می‌افتد اهمیت بدهم؟» در نهایت دیوژن حتی مردم کرینت را مسخره می‌کرد که دربارهٔ رفتار مناسب با مردگان بسیار نگرانند. در نهایت مردم شهر به یادبود او ستونی از تندیس مرمر در جایی که همیشه استراحت می‌کرد قرار دادند، در حالی که سگی نیز کنار او نشسته بود.

## عقاید و فلسفه دیوژن

### کلبی مسلکی
دیوژن را، در کنار آنتیستنس و هیپارچیا، یکی از پایه‌گذاران مکتب فلسفی مکتب کلبیون می‌دانند. با اینکه می‌گویند او بیش از ده کتاب را تألیف کرده و هفت نمایشنامه تراژدی نیز نوشته، هیچ نوشتهٔ مکتوبی از دیوژن برجا نمانده‌است. ایده‌های کلبیان از نحوه تعلیم و زندگی آنان جدا نیستند؛ بنابراین، تمام آنچه امروزه از دیوژن می‌دانیم مربوط به حکایات و جملات منسوب به او در متون کلاسیک است.

دیوژن صراحتاً اعتقاد داشت که هنجارهای مصنوعی جوامع انسانی با خوشبختی ناسازگار است و می‌بایست به سادگی طبیعت بازگشت. ریاضت او در تعالیم اش آنچنان بود که بعدها رواقیان او را مردی خردمند نامیدند. او می‌گفت: «انسان‌ها هدایای سادهٔ خدایان را پیچیده کرده‌اند.» همانگونه پیشتر رفت، ارسطو فردی بود که از تعلق به جهان سخن گفت نه به یک شهر یا کشور. اما دیوژن اولین فردی بود که خود را شهروند جهان نامید. دیوژن عقیده ارسطو دربارهٔ این‌که فیلسوف پزشکِ روحِ انسان است را قبول داشت در حالی که به ارسطو می‌تاخت که چرا فحاشی را تحقیر می‌کند. افلاطون دیوژن را اینگونه توصیف کرد:
ارسطو است در حالی که دیوانه شده.

### شناعت
دیوژن اعتقادی را که داشت زیست. او تلاش داشت نشان دهد خرد و خوشبختی از جامعه مستقل است و با تمدن تنها به قهقرا خواهید رفت. او خانواده، سازمان‌های سیاسی و حقوق مالکیت را نیز تحقیر نمود و اعتقادی به شرافت و نجابت نیز نداشت. او در بازار غذا می‌خورد، به کسانی که به او توهین می‌کردند ادرارو در تئاتر قضای حاجت می‌کرد.

### دیوژن سگ مسلک
در بسیاری از حکایات دیوژن را به سگ تشبیه نموده‌اند و خود او نیز فضایل سگ را می‌ستود. هنگامی که از او پرسیدند چرا خود را مثل یک سگ می‌بینی گفت: «تشکر می‌کنم از آنان که به من چیزی می‌دهند. زوزه می‌کشم بر سر آنان که مرا پس می‌زنند و مقابل شیطان صفتان نیز دندان تیز می‌کنم.» دیوژن اعتقاد داشت انسان‌ها همچون سگان ریاکار و چاپلوس هستند و باید شیوه زندگی سگان را مطالعه کرد. او می‌گفت انسان‌ها یکدیگر را فریب می‌دهند و دروغ می‌گویند، در حالی که سگ‌ها با اتکا به غریزه رفتار می‌کنند.

به چهار دلیل افرادی چون دیوژن را کلبی مسلکی می‌خوانند: 

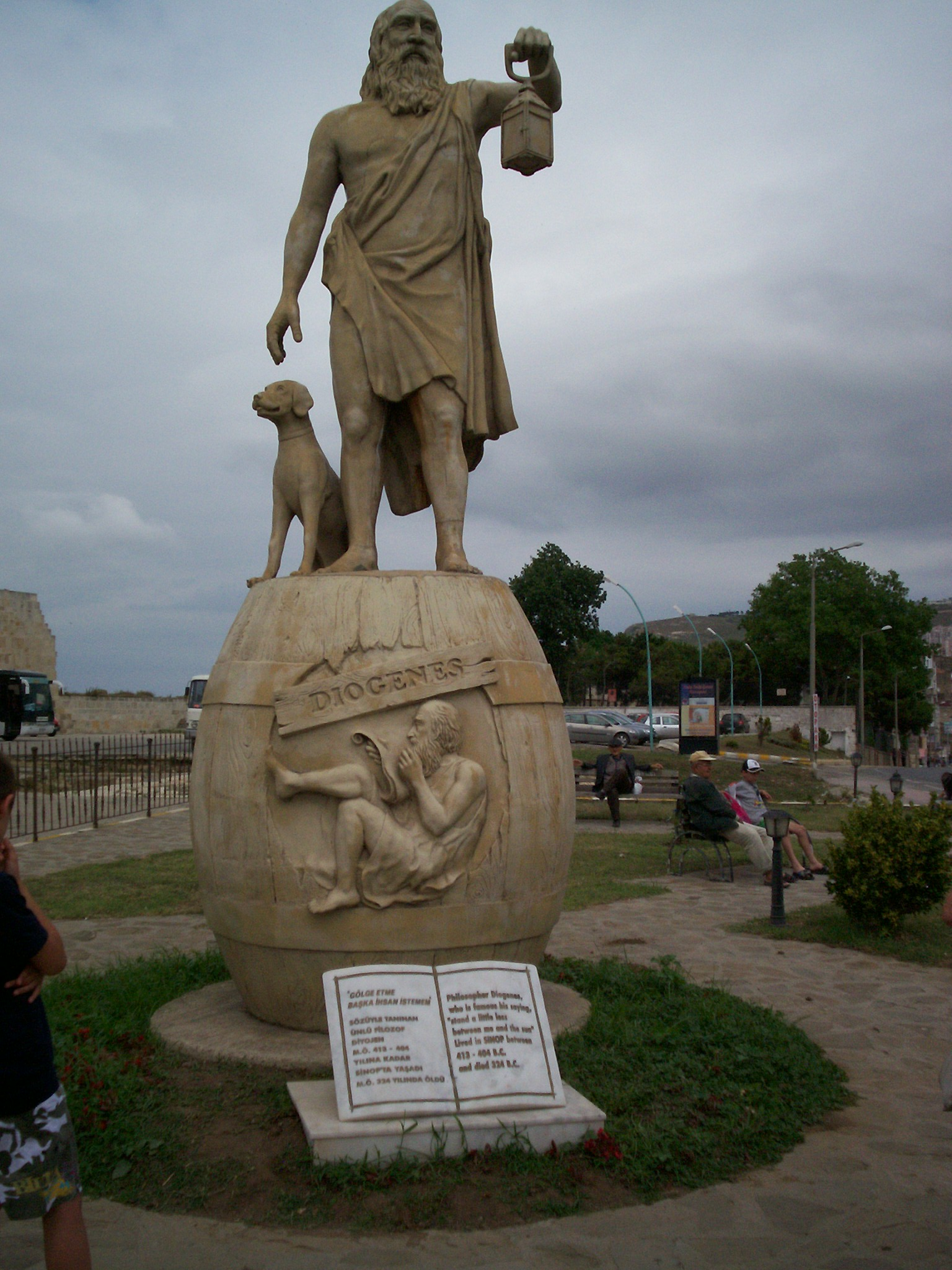
تندیس دیوژن در زادگاه او سینوپ

۱:به سبک زندگی انسانهای جامعه بی توجهند و همچون سگ‌ها در جمع غذا می‌خورند و عشق می‌ورزند و در خیابانها و وانجا می‌خوابند.
۲:سگ را حیوان بی شرمی می‌خوانند و آنان نیز بدون خجالت و نجابت زندگی می‌کنند اما بی شرمی را پایین‌تر از عفت نمی‌دانند بلکه بالاتر می‌خوانند.
۳:سگ نگهابان خوبی است و آنان نیز از فلسفه خود نگهبانی می‌دهند.

۴:سگ یک حیوان تیزبین است که به راحتی دوست را از دشمن تشخیص می‌دهد. کلبی مسلکان نیز آنان را که منطبق بر فلسفه خود هستند را دوست می‌شناسند و بر آنان که با فلسفه‌شان دشمنی دارند مانند سگها واغ واغ می‌کنند.
به همین دلیل است که مردمان کرینت تندیس او را بر پا ساختند در حالی که یک سگ کنار فیلسوف نشسته بود.

### آرای معاصر
در سال ۱۹۸۳، پیتر اسلوتردیک، نویسنده و مورخ آلمانی، به شکلی جدی عقاید دیوژن را مورد بحث قرار داد. او در کتابش (Critique of Cynical Reason) از دیوژن به kynical یاد کرد. چنین فردی آنچه را که در جامعه فاسد و تحقیر آمیز می‌یابد در خود تخریب می‌کند تا تلنگری به جامعه بزند. هدف چنین فردی تجسم بخشیدن به یک قهقرای کاذب است تا جامعه عناصر فاسد خود را در نهایت حذف کند.